# Félix Béguinot
Pour les articles homonymes, voir Béguinot.
Félix Béguinot, né le 11 juillet 1836 à Bannay dans le Cher et mort le 3 février 1921 à Nîmes, est un prélat français  des XIXe siècle et XXe siècle, évêque de Nîmes de 1896 à 1921.

## Biographie
Fils du garde forestier de la forêt de Charnes à Bannay, Félix Auguste Béguinot fut ordonné prêtre le 25 février 1860 après avoir fait ses études au petit et au grand séminaire de Bourges.
Il fut vicaire à la cathédrale de Bourges, curé de Ménétréol-sous-Sancerre en 1864, curé-doyen des Les Aix-d'Angillon en 1870, et curé de Notre-Dame de Bourges entre 1878 et 1893).
Après avoir été vicaire général de l'archidiocèse à Bourges, à la mort de Jean-Louis Gilly, il est nommé évêque de Nîmes par décret du 30 mai 1896. Préconisé le 22 juin suivant, il fut consacré le 24 août 1896 dans la cathédrale de Bourges par le cardinal Jean-Pierre Boyer avec comme co-consécrateurs Stanislas-Arthur-Xavier Touchet et Claude Bardel.
Grand orateur, il est fermement opposé aux lois laïques qui entraînent la fermeture des écoles catholiques, confisquent par expulsion les biens des religieux et décrètent la séparation des Églises et de l'État. Il est chassé de son évêché le 13 décembre 1906, mais de nombreux fidèles l'accompagnent rue Robert à Nîmes où il meurt le 3 février 1921.

## Succession apostolique
Félix Béguinot a ordonné les évêques suivants :
- Archevêque Jean-Augustin Germain (1897)
- Évêque Jean-Charles Arnal du Curel (1903)

## Distinctions et rang ecclésiastique
- : Prêtre de l'Église catholique - 25 février 1860
- : Curé - (1864)
- : Vicaire général - (1878)
- : Évêque - 30 mai 1896